# ويندل ناسيمنتو بورجيس
ويندل ناسيمنتو بورجيس (بالبرتغالية: Wendell Nascimento Borges) (مواليد 20 يوليو 1993) هو لاعب كرة قدم برازيلي يجيد اللعب في مركز الظهير الأيسر ويلعب أيضًا كجناح أيسر وجناح هجومي أيسر , ويلعب حاليًا لنادي باير ليفركوزن الألماني.

## روابط خارجية
- ويندل ناسيمنتو بورجيس على موقع الاتحاد الأوربي (الإنجليزية)
- ويندل ناسيمنتو بورجيس على موقع قاعدة بيانات كرة القدم.إي يو (الإنجليزية)
- ويندل ناسيمنتو بورجيس على موقع ليكيب (الفرنسية)
- ويندل ناسيمنتو بورجيس على موقع Soccerway.com (الإنجليزية)
- ويندل ناسيمنتو بورجيس على موقع عالم كرة القدم.نت (الإنجليزية)
- ويندل ناسيمنتو بورجيس على موقع AS.com (الإسبانية)
- Wendell